# Apororhynchida
Apororhynchida, red crva bodljikavih glava koji pripada razredu Archiacanthocephala (koljeno Acanthocephala). Sastoji se od jedne jedine porodice, Apororhynchidae, rod Apororhynchus, s ukupno sedam vrsta,: 
1. Apororhynchus aculeatus Meyer, 1931
2. Apororhynchus amphistomi Byrd and Denton, 1949
3. Apororhynchus bivolucrus Das, 1950
4. Apororhynchus chauhani Sen, 1975
5. Apororhynchus hemignathi (Shipley, 1896)
6. Apororhynchus paulonucleatus Hokhlova and Cimbaluk, 1971
7. Apororhynchus silesiacus Okulewicz and Maruszewski, 1980